# Sophie von Sachsen-Lauenburg (1521–1571)
Sophie von Sachsen-Lauenburg (* 1521; † 13. Mai 1571 in Ovelgönne) aus dem Geschlecht der Askanier war eine Prinzessin von Sachsen-Lauenburg und durch Eheschließung Gräfin von Oldenburg.

## Leben
Sophie war die zweitjüngste der fünf Töchter des Herzogs Magnus I. von Sachsen-Lauenburg und dessen Ehefrau Katharina, der Tochter des Herzogs Heinrich I. von Braunschweig-Wolfenbüttel.
Sie heiratete in Oldenburg am 1. Januar 1537 Graf Anton I. von Oldenburg. Als Morgengabe erhielt sie die Burg Hundsmühlen, die allerdings bereits 1538 in einer Fehde mit dem Bistum Münster zerstört und nicht wieder aufgebaut wurde, und als Leibgedinge die Burg Varel. Durch diese Ehe wurde Herzog Anton Schwager des dänischen Königs Christian III., der mit Sophies ältester Schwester Dorothea verheiratet war. Eine weitere Schwester, die bereits 1535 verstorbene Katharina, war die erste Ehefrau des schwedischen Königs Gustav I. Wasa gewesen.
Sie verstarb am 13. Mai 1571 auf der landesherrlichen Burg Ovelgönne.

## Grab
Sophie von Sachsen-Lauenburg wurde neben ihrem zwei Jahre später verstorbenen Mann in einem Gewölbe unter der alten Lambertikirche in Oldenburg beigesetzt. Ihr Grab bedeckte eine Grabplatte aus schwarzem belgischen Granit. Die Liegefigur, die die Verstorbene naturgetreu und in zeitgenössischer Tracht darstellt, ist von acht Wappen ihrer Vorfahren umgeben.
Als der Boden der Lambertikirche für den Neubau 1790–1797 um 40 cm erhöht wurde, wurden die Gräber überdeckt und gerieten in Vergessenheit. Im Zusammenhang mit Ausschachtungsarbeiten in der Vorhalle der neuen Lambertikirche 1937 wurden die Gräber des Grafenpaaren wieder aufgefunden. Bei der Bergung des Metallsarges war ihr Skelett noch vollständig erhalten. Sie war 154 cm groß. Die Grabplatten befinden sich seit 1969 im Vestibül der Kirche.

## Nachkommen
Aus ihrer Ehe hatte Sophie folgende Kinder:
- Katharina (* 8. August 1538; † 1. Februar 1620)

⚭ 1561 Graf Albrecht II. von Hoya (* 1526; † 18. März 1563)
- Anna (* 3. April 1539 † 25. August 1579)

⚭ 16. Februar 1566 Graf Johann Günther I. von Schwarzburg-Sondershausen (* 20. Dezember 1532; † 28. Oktober 1586)
- Johann VII. (* 9. September 1540; † 12. November 1603)

⚭ 1576 Elisabeth von Schwarzburg-Blankenburg (* 13. April 1541; † 26. Dezember 1612)
- Christian (* 7. November 1544; † 6. August 1570)
- Klara (* 1. November 1547; † 30. Mai 1598)
- Anton II. (* 8. September 1550; † 25. Oktober 1619)

⚭ 1600 Sibylle Elisabeth von Braunschweig-Dannenberg (* 4. Juni 1576; † 9. Juli 1630)